# 디스커버리 (법)
디스커버리(discovery)는 영미법 소송법상의 제도로 재판이 개시되기 전에 당사자 서로가 가진 증거와 서류를 상호 공개를 통해 쟁점을 정리 명확히 하는 제도이다. 사실조사절차는 당사자가 사실적 정보를 충분히 보유 · 검토함으로써 쟁점을 명료화하고, 소송절차를 간소화시킬 수 있으며, 소송비용을 절감할 수 있다는 장점이 있다.

## 역사
디스커버리 제도는 일찍이 영국의 형평법에서도 발견되는데 현대적인 의미의 디스커버리 제도는 19세기 보통법과 형평법의 통합이 있은 후에야 시작되었으며 이후에도 디스커버리 제도는 서서히 발전되다가 우리가 보고 있는 디스커버리 제도가 사실상 확립된 것은 FRCP 가 1938년에 제정되면서， 그때까지 발달된 디스커버리 제도를 제정법으로 규정하고 덧붙여 새로운 규정을 신설한 때이다

## 목적
1. 변론절차 (trial)에서 얻을 수 없을 지 모르는 관련 정보의 보존 혹은 보전이다.
2. 당사자 사이에 쟁점이 되고 있는 사실에 대하여 서로 인정 여부를 질문하는 형식으로 쟁점을 부각시키고 압축하기 위한 것이다.
3. 다툼이 있는 사실에 대하여 자신에게 있지 아니한 증거를 획득하기 위한 것이다.

## 장점
미국 민사소송절차에 있어서 배심원에 의한 정식재판을 변론(trial)이라고 하는데, 95%이상의 사건이 정식 변론 이전 단계(pre-trial settlement)인 증거개시 (discovery)절차에서 조정(mediation)이나 화해(conciliation) 등의 대체적 분쟁해결 절차(alternative dispute resolution)에 의하여 처리된다. 변론(trial)이전 단계에서 그와 같이 높은 비율의 사건이 처리될 수 있는 이유는 변론에 의할 경우의 소송비용증가, 소송지연 등을 감안하여 당사자들이 화해나 조정을 수용하는 점도 있지만 가장 중요한 이유는 소송의 초기단계에서 즉, 소송의 제기와 동시에 이루어지는 진실발견제도에 있다고 보여진다.
디스커버리(Discovery)는 정식 공판 전 소송 당사자가 상대의 요청에 따라 관련 정보나 서류를 공개하는 절차다. 합리적인 이유 없이 상대방의 서류 제출 요청을 거절하면 법원의 처벌과 제재를 받는다. 소송 시작과 동시에 해당 회사는 소송과 관련된 모든 정보를 보존해야 할 의무가 생긴다.
기업소송의 경우 문서나 컴퓨터 기록이 법정에 모두 현출되어 실체적 진실이 낱낱이 발견되고, 앞서 본 바와 같이 해당 법규가 적용되어 권리 의무 관계를 올바르게 확정하는 것이 디스커버리제도가 추구하는 바이나, 현실에 있어서는 그러하지 못하고 오히려 중요한 문서나 정보를 요령껏 숨겨 버리는 것이 유능한 변호사의 기술이 되어 버렸을 정도로 현행 민사소송법의 규정은 이러한 문서나 컴퓨터 기록이 법정에 현출되게 하고 실체적 진실이 드러나게 하는데 매우 미흡하다.
피고에게 어떤 문서가 있는지 조차 알 방법이 없으므로 필요한 문서를 현출되게 하는 데에 큰 어려움이 있으며 또 상대방이 그 소지사실을 부인하여 버리는 경우 그에 대한 효과적인 제재수단이 현행 민사소송법에 마련되어 있지 않다.

## 전자디스커버리
기존에 증거개시의 대상을 종이문서로 제한했던 것을 확대하여 소송당사자간에 전자적 자료(ESI)를 개시하는 절차이다.

### EDRM
EDRM(Electronic Discovery Reference Model)은 전자증거개시에 있어서 현재 활용되고 있는 표준절차모델로 2005년 5월에 만들어졌다. 미국 연방민사소송규칙에서 명시하고 있는 전자증거개시의 요구조건들을 효과적으로 준수하기 위한 절차를 표준화하고, 절차별 기능 및 명세를 작성한 것이다.

### 전자문서 보존의무
미국을 비롯한 선진국들은 기업들이 e-메일을 일정기간동안 보존할 것을 의무화하도록 규제를 강화하고 있는 추세며, 보존 대상 데이터는 스캔자료나 멀티미디어와 같은 콘텐츠 데이터에서부터 e-메일과 메신저 및 로그 기록까지 광범위하고, 기업은 e-메일 데이터 보존정책 및 시스템 구축을 통해 규제준수를 증명해야 하며, 데이터를 원래 상태 그대로 불변상태로 보존하고 있음을 증명해야 한다.

##### 미국 SOX
상장기업들은 e-메일 포함 모든 비즈니스 기록을 최소 5년 이상, 감사관련 문서를 7년간 보존해야 하고(808조), 최초 2년간은 쉽게 접근할 수 있도록 보존 하도록 규제하고 있다.

##### 미국 HIPAA
의료기관들이 전자메일과 문서 등의 데이터와 관련 의료기록과 환자기록을 각각 최소 6년과 2년간 보존해야 한다고 규제하고 있다는 것. 미국 SEC 17A-4는 증권회사의 경우 e-메일 등 고객과의 교신내역을 3년간 보존해야 하고, 최초 2년간은 쉽게 접근할 수 있도록 보존해야 한다고 규제하고 있다.

##### 미국 GLBA
금융기관의 경우 e-메일 등 고객과의 교신내역을 6년간 보존해야 하고, 최초 2년간은 쉽게 접근할 수 있도록 보존해야 한다고 규제하고 있다. 미국 NARA Pt.1234는 미국 국립기록원 e-메일 및 메타데이터 기록저장을 의무화하고 있다.

### 비용
미국의 경우 전자증거개시와 관련한 상담비용은 전형적으로 시간당 275달러에서 시작하며, 하나의 이메일을 수집 및 검토하고, 작성하는데 드는 비용이 문서당 2.7달러에서 4달러 사이가 된다. 2007년 한해 전자증거개시 서비스로 24억달러 이상을 소송당사자들이 지불한 것으로 나타났다.

### 한국의 경우
대한민국은 금융감독원이 증권회사의 e-메일 및 메신저 내부통제 방안을 마련, 증권사들로 하여금 영업 관련 부서의 전화통화 내용을 의무적으로 3년간 보관할 것을 요구하고 있는 기존 감독규정을 메신저와 e-메일에도 확대 적용시켰고, 증권회사는 업무 관련 e-메일과 메신저 통신 내용을 3년 동안 보관하도록 권고하고 있으나 e-메일 아카이빙과 그 중요성을 아직 제대로 깨닫지 못하고 있다.

## 증거인멸
증거 인멸(spoliation of evidence)은 증거를 파괴하거나 바꾸어서 다른 사람이 현재 진행되고 있는 소송이나 향후의 소송에서 증거로 사용하지 못하도록 하는 것으로 특히 소송이 한창 진행 중에 관련 서류, 자료, 물건 등을 숨기거나 제거하거나 바꾸는 경우는 나중에 심각한 결과를 초래할 수 있다.
개별 회사는 주어진 상황에 적합한 문서통제정책을 채택할 수 있으며, 만약 그 정책이 소송이 합리적으로 예상되지 않는 시점에 채택된 것이라면 그 정책에 따른 문서파기는 증거의 변조가 될 수 없다.

## 각국별

### 영국법
영국에서는 디스커버리 제도가 계속되고 있기는 하나 그 인정범위가 미국의 FRCP 보다 현저히 좁으며, the English Rules of Supreme Court 1965 에 의하여 규율된다.
통상 영국에서의 디스커버리 비용은 패소한 측에서 부담하는 것으로 알려져있다.

### 미국 연방법
연방민사소송규칙 제5장에서 디스커버리 방법을 규정하고 있다. 1970년의 동 규칙 개정에 의하여 미국연방법원의 디스커버리 제도가 확충 정비되어 불가결의 소송상의 제도로서 상당히 발달하게 되었다. 그러나 1970년대에 들어서자 디스커버리 절차가 폭넓게 허용되었을 뿐만 아니라, 절차의 다양성으로 인하여 디스커버리 절차는 복잡하고 거대화해져서 실질적으로는 사실심리(trial)에 필적할 만큼의 시간 · 노력 · 비용이 들게 되었다.

### 한국법
2015년 대법원이 '사실심 충실화 마스터 플랜'의 핵심 방안의 하나로 '한국형 디스커버리' 제도 도입을 추진하고 '사실심 충실화 사법제도개선위원회'를 구성하고, 한국형 디스커버리 제도 도입 등 증거 수집과 조사 절차를 개선하기 위한 논의에 본격 착수했다. 한국에서는 "변호사들이 제도 자체를 잘 모르고 특히 로스쿨에서도 관련 교육을 하지 않기 때문에 제도가 도입된다면 빠른 시일내에 교육부터 해야 한다"며 "기본적으로 영·미법계의 제도이기 때문에 어떻게 한국 실정에 맞는 제도로 정착시키는지가 관건이 될 것"이다.

## 같이 보기
- 디지털 포렌식
- 증거개시
- 문서제출명령
- 증거보전

## 참고 문헌
- [e-Discovery ④ 수집과 보존 절차에 대해 2014-01-02, 데일리시큐]
- 구태언 , 이디스커버리, 법률신문 2012-10-08[깨진 링크(과거 내용 찾기)]
- 강일원，미연방 민사소송절차에 있어 DISCOVERY 제도， 오당 박우동 선생화갑기념 민사재판의 제문제， 제 8권， 민사실무연구회, 1994.
- 송완근, 문서제출명령에 대한 고찰과 증거개시제도, 전남대학교, 2004.
- 김상수, 증거개시제도 (Discovery) 란 무엇인가?， 시민과 변호사， 서울지방변호사회， 2004년 3 월호.
- "왜 미국 소송 비용이 더 비싸지?" 김한신의 미국법 상식 2009년 9월 2일 보관됨 2015-05-29 - 웨이백 머신
- 메트로 2015-08-17 김재헌변호사의 BizLaw- 미국소송과 디스커버리(discovery)
- 최상모, 미국특허소송에 있어서 디스커버리 대응전략연구, 연세대학교 법무대학원, 2012.
- 김정환, 美國의 Discovery制度와 그 導入可能性에 대한 硏究, 고려대학교 대학원, 2004.
- 이창훈, E-Discovery를 위한 디지털 증거 전송시스템에 대한 연구, 고려대학교 정보경영공학전문대학원, 2009.
- 박현, 현대형 소송에서 증거공개제도의 도입가능성과 한계, 충북대학교, 2014.